# Tower Fifth
Tower Fifth is een voorgestelde wolkenkrabber in Manhattan, New York. En is voorgesteld door Macklowe Properties, dezelfde ontwikkelaar van de General Motors Building en de constructie van 432 Park Avenue. De plannen voor de bouw van de toren werden bekend gemaakt in januari 2019. Als dit gebouw naar planning wordt voltooid zal het gebouw het op een na hoogste gebouw van New York worden.